# DREAM.3
HEIWA DREAM.3 ライト級グランプリ2008 2nd ROUND（へいわ ドリーム・スリー ライトきゅうグランプリにせんはち セカンドラウンド）は、日本の総合格闘技イベント「DREAM」の大会の一つ。2008年5月11日、埼玉県さいたま市のさいたまスーパーアリーナで開催された。
本大会では、ライト級（70kg以下）グランプリのトーナメント2回戦、およびミドル級（84kg以下）グランプリのトーナメント1回戦の一部が行われた。

## 大会概要

### ライト級グランプリ
ライト級グランプリ2回戦のうち3試合が行われ、川尻達也、エディ・アルバレス、宇野薫が準決勝進出を決めた。第5試合終了後のインターバルでは、次大会でライト級グランプリ2回戦の残り1試合を戦う青木真也と永田克彦がリング上で挨拶した。

### ミドル級グランプリ
DREAM.2で行われなかったミドル級グランプリの1回戦の残り1試合が行われ、ジェイソン・"メイヘム"・ミラーが2回戦進出を決めた。また、リザーブマッチではメルヴィン・マヌーフがキム・デウォンを降しリザーバーの権利を獲得した。

### その他
HDNetが「HDNet Fights: DREAM.3」としてPPV中継を行った。

## 試合結果
第1試合 フェザー級ワンマッチ（67kg契約） 1R10分、2R5分
○  山崎剛 vs.  昇侍 ×
2R終了 判定3-0
第2試合 ミドル級グランプリ 1回戦 1R10分、2R5分
○  ジェイソン・"メイヘム"・ミラー vs.  柴田勝頼 ×
1R 6:57 TKO（レフェリーストップ：マウントパンチ）
※ミラーがグランプリ2回戦進出。
第3試合 ミドル級グランプリ リザーブマッチ 1R10分、2R5分
○  メルヴィン・マヌーフ vs.  キム・デウォン ×
1R 4:08 TKO（レフェリーストップ：パウンド）
※マヌーフがリザーブ権獲得に成功。
第4試合 ライト級ワンマッチ 1R10分、2R5分
○  中村大介 vs.  チョン・ブギョン ×
2R 1:05 TKO（レフェリーストップ：右ストレート）
第5試合 DREAMウェルター級チャンピオンシップ代表者決定戦（77kg契約） 1R10分、2R5分
○  ニック・ディアス vs.  井上克也 ×
1R 6:45 TKO（タオル投入：スタンドパンチ連打）
※ディアスが王座挑戦権獲得に成功。
第6試合 ライト級グランプリ 2回戦 1R10分、2R5分
○  川尻達也 vs.  ルイス・ブスカペ ×
2R終了 判定3-0
※川尻がグランプリ準決勝進出。
第7試合 ライト級グランプリ 2回戦 1R10分、2R5分
○  エディ・アルバレス vs.  ヨアキム・ハンセン ×
2R終了 判定3-0
※アルバレスがグランプリ準決勝進出。
第8試合 ライト級グランプリ 2回戦 1R10分、2R5分
○  宇野薫 vs.  石田光洋 ×
2R 1:39 チョークスリーパー
※宇野がグランプリ準決勝進出。